# Discos Orfeón
Orfeón Videovox, S.A. de C.V., conocida comúnmente como Discos Orfeón, es una empresa discográfica mexicana fundada en 1958 por Rogerio Azcárraga Madero en la Ciudad de México.

## Inicios
El empresario mexicano Rogerio Azcárraga Madero fundó la empresa en el año 1958 con la denominación legal de Orfeón Videovox S.A., la cual sería cambiada varios años después a Orfeón CD Catalog House S.A. de C.V y ocasionalmente publicó material en formato de CD, editando solo una parte de su extenso archivo musical. Desde el año 2009 solo otorga licencias y realiza ediciones especiales en CD.
Fue una de las primeras empresas discográficas mexicanas en adquirir equipos de grabación multipista y realizar con este sistema grabaciones estereofónicas a los artistas de su catálogo, ya que desde sus inicios la empresa contó con estudios de grabación propios. Entre las marcas comerciales que manejó para la publicación de sus discos destacan Orfeón, Dimsa, Maya y Ariel.
En los años 60 sus estudios de grabación se contaban entre los más modernos del mundo. En ellos realizaron grabaciones artistas como el estadounidense Bill Haley y en dicha época fue la empresa que más grupos de rock and roll y baladistas lanzó al mercado mexicano, seguida de Peerless, RCA Victor y otras compañías locales. Desde 1968 y durante la década de 1970, 1980, e incluso principios de la década de 1990, realizaba reediciones en LP y casete de los artistas más exitosos de su catálogo, caracterizadas por la edición en sonido estereofónico, ausente en muchas de las ediciones originales, debido a que la compañía, al igual que otras disqueras, rara vez empleaba el equipo de corte de discos estéreo, ya que entonces estaba en auge el uso del sonido monoaural, resultando muy costoso el proceso de corte estéreo; además era de gran preponderancia el hecho de que la totalidad de las emisoras de radio en la década de 1960 estaban ubicadas en la banda de AM, que en general transmitía en monoaural.
Recientemente esta compañía ha reducido su producción de CD, sin embargo, su propietario actual Rogerio Azcárraga continúa con los negocios de radio con el Grupo Radio Fórmula y otras áreas; la compañía disquera posee aún las licencias de los grupos más conocidos del rock and roll mexicano, rock de Avándaro, y de otros más con temas muy buscados por los coleccionistas.
La producción de discos LP de acetato finaliza en el año de 1992 y en el 2001 la de casetes. En el mismo 1992, Discos Orfeón ofreció una serie de recopilaciones de los éxitos de rock and roll y la balada en español de la década de 1960, con rematrizaje en el cual se le añadieron instrumentos nuevos a las pistas originales, lo cual se tradujo en un fracaso comercial. Este hecho provocó que sus ventas en CD cayeran drásticamente. Las reediciones de los años siguientes, en vista de esto, se dejaron con la instrumentación original.

## Artistas destacados
| - En el bolero - Alejandro Algara - Amparo Montes - Ana María González - Avelina Landín - Cepillín - Chela Campos - Consuelo Vidal - Elvira Ríos - Hermanas Águila - Hermanos Martínez Gil - Jorge Fernández - Lucho Gatica - María Luisa Landín - María Victoria - Rebeca - Sonora Santanera - Toña la Negra - La Sonora Matancera | - En la género folklórico/ranchero - Lola Beltrán - Álvaro Zermeño - Antonio Bribiesca - Dueto Azteca - Francisco «El Charro» Avitia - Hermanas Núñez - Hermanas Padilla - Irma Dorantes - La Consentida - Lucha Moreno - Lucha Moreno y José Juan (como dúo) - Luis Aguilar - Lupe Mejía «La Yaqui» - María Elena Sandoval - Mariachi América de Alfredo Serna - Mariachi México de Pepe Villa - Mariachi Monumental de Silvestre Vargas - Trío Tariácuri - Verónica Loyo | - En el rock and roll - Cesar Costa - Roberto Jordán - Emily Cranz - Los Locos del Ritmo - Los Hooligans - Ricardo Roca - Los Crazy Boys - Los Gliders - Los Sinners - Los Jokers - Los Rebeldes del Rock - Los Rockin' Devils - Los Hitter's - Los Belmont's - Los Hermanos Carrión - Los Baby's - Bill Haley - Pop Music Team - Renata Flores (actriz) | - En la música romántica - Enrique Guzmán - Los Chicanos - Grupo Santa Cecilia - Los Lazos, entre otros. |

Otros de los muchos artistas que realizaron grabaciones en esta empresa, aunque sin consolidarse como artistas de su catálogo, fueron: Alberto Vázquez, Lupita D'Alessio, José José, Eulalio González, Vicente Fernández, José Alfredo Jiménez, Bienvenido Granda, Karina de España, Palito Ortega, King Clave, Dámaso Pérez Prado, Olimpo Cárdenas, Reinas de corazones y el payaso mexicano Cepillín.
También tuvo licencias para otros artistas como Johnny Pearson (de Pye Records), The Platters de Mercury Records, Dionne Warwick y B.J. Thomas de Scepter Records, The Universal-International Orchestra y Twinn Connexion, ambos de Decca Records, Thee Prophets de Kapp Records, Charles Aznavour de Barclay Records, Jackie Wilson y Count Basie de Coral Records.
- Datos: Q5808288